# Хаппонен, Янне
Янне Микаэль Хаппонен (фин. Janne Mikael Happonen) род. 18 июня 1984 года в Куопио — известный финский прыгун с трамплина, призёр Олимпийских игр.
В Кубке мира Хаппонен дебютировал в 2001 году, в феврале 2006 года одержал свою первую победу на этапе Кубка мира. Всего на сегодняшний момент имеет 4 победы на этапах Кубка мира, 3 личных соревнованиях и 1 в командных. Лучшим достижением по итогам Кубка мира для Хаппонена является 8-е место в сезонах 2007-08.
На Олимпиаде-2006 в Турине, выиграл серебряную медаль в команде, кроме того стал 28-м на нормальном трамплине.
На Олимпиаде-2010 в Ванкувере стартовал в трёх дисциплинах: стал 4-м в команде, 19-м на нормальном трамплине и был дисквалифицирован в соревнованиях на большом трамплине.
За свою карьеру участвовал лишь в одном чемпионате мира, на чемпионате-2007 стал 37-м в соревнованиях на большом трамплине. Успешно выступал на чемпионатах мира по полётам на лыжах, на которых завоевал две серебряные и одну бронзовую награды.
Использует лыжи производства фирмы Elan.